# Hlavní usnesení mimořádné říšské deputace

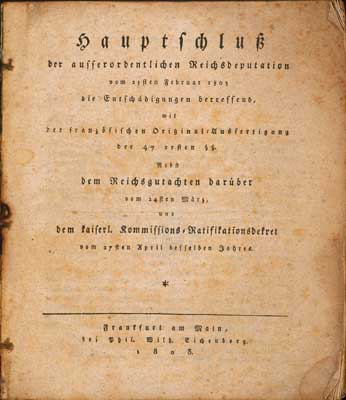
Titulní strana Reichsdeputationshauptschluss z 25. února 1803

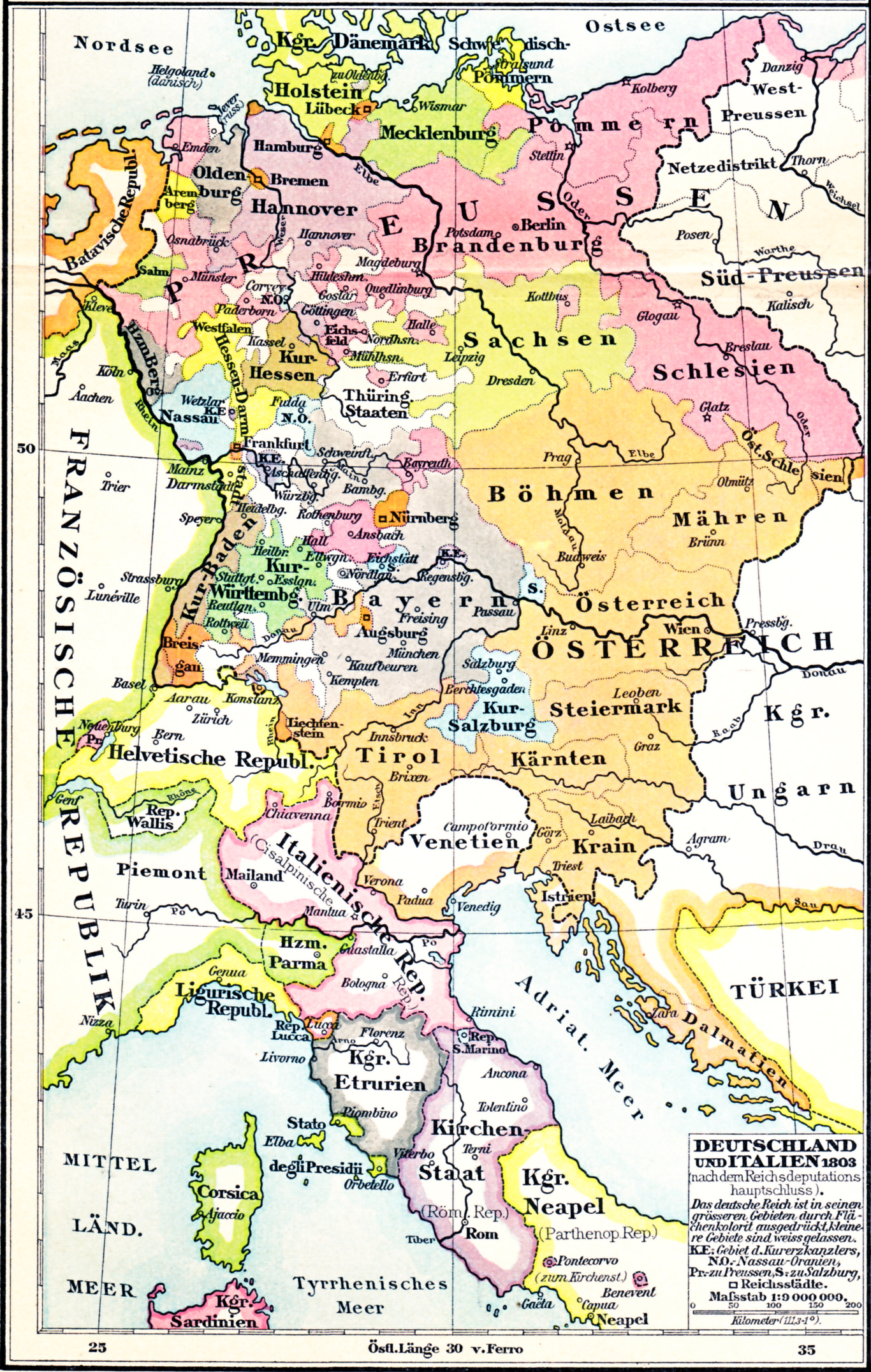
Mapa drobných německých a italských států po Reichsdeputationshauptschlussu 1803

Hlavní usnesení mimořádné říšské deputace německy Hauptschluss der außerordentlichen Reichsdeputation, často jen Reichsdeputationshauptschluss bylo rozhodnutí vynesené na sněmu Svaté říše římské v Řezně dne 25. února 1803 o likvidaci duchovních knížectví, sekularizaci katolických klášterů a mediatizaci svobodných říšských měst a přenesení jejich majetků na světská knížata.

## Příčiny
Během první koaliční války přešla francouzská vojska v roce 1793 do protiútoku a obsadila postupně země dnešního Beneluxu i celý prostor západně od řeky Rýna. Na těchto územích byli drobní vládci i velcí pozemkoví vlastníci z řad aristokracie vyvlastněni a z těchto území vyhnáni. Poté, co protifrancouzská koalice podepsala s Francií nevýhodný mír v Campo Formio (1797), začalo se hovořit o kompenzaci říšských světských vládců na úkor duchovních knížectví. Realizace těchto plánů ale byla v důsledku druhé koaliční války odložena. Teprve po podpisu míru v Lunéville (1801) bylo možno tyto plány znovu sledovat. Grandiózní plány na sekularizaci duchovních států plně zapadaly do záměrů prvního konzula tehdejší Francouzské republiky Napoleona Bonaparta, který chtěl oslabit prohabsburské síly ve Svaté říši římské i katolickou církev jako takovou. Proto si tyto sekularizace vynutil ve formě čl. VII mírových ujednání z Lunéville.

## Únorová ujednání
Mimořádný říšský sněm, který byl svolán do Řezna po podepsání mírových smluv s Francií od srpna 1802 do března 1803, musel řešit situaci ochuzených, ale často i zcela vyvlastněných říšských vládců. Poměrně rychle bylo rozhodnuto o sekularizaci duchovních knížectví a států. Tyto sekularizace neznamenaly jen zánik duchovních států a státečků jako suverénních a správních jednotek, ale, a to především, vyvlastnění většiny církevního majetku a majetku duchovních knížat-biskupů a říšských prelátů. To byl rozdíl oproti tzv. mediatizaci, ke které docházelo v říši zejména od r. 1806. Sekularizace se netýkaly jen suverénních duchovních států, nýbrž i majetků klášterů či biskupství stojících na panství světského suveréna. Celá sekularizace byla spojena s masivním rušením klášterů, které nezřídka začaly sloužit jako zámecké rezidence nových zeměpánů. Kompenzace ztrát měly proběhnout formou předání nového území či formou renty (doživotní, časově omezené či "věčné"), případně kombinací obojího. Renty byly vázány na výnosy ze sekularizovaných území a jejich výplatou byl pověřen nový držitel. Brzy se ukázalo, že anexe duchovních území nestačí a rozhodlo se též o likvidaci říšských měst. Majetkových přesunů využili francouzskou agresí relativně málo postižní "velcí hráči", především vévoda württemberský a markrabě bádenský, kteří si na sekularizacích a následných mediatizacích v roce 1806 zvětšili svoje země o více než třetinu. I oni však byli povinni vyplácet renty těm, kteří byli na území nedostatečně odškodněni. Celé usnesení vešlo v platnost císařskou ratifikací z 27. dubna 1803.

### Zástupci jednotlivých stran dohody
- Johann Alois, svobodný pán von Hügel – zástupce císaře Františka II.
- Franz Joseph, svobodný pán von Albini – zástupce mohučského kurfiřta Karla Theodora von Dahlberg
- Franz Alban von Schraut, v průběhu jednání vystřídán Ferdinandem, hrabětem Colloredo-Mannsfeldem – zástupci českého kurfiřta a krále, de facto tedy opět císaře
- Alois Franz, svobodný pán von Rechberg – zástupce bavorského kurfiřta Maxmiliána IV. Josefa
- Philipp Ernst, svobodný pán von Nordegg – zástupce velmistra Německých rytířů, arcivévody Karla Ludvíka
- Ernst von Slobig – zástupce saského kufiřta Bedřicha Augusta III.
- Johann Eustach, hrabě von Schlitz zvaný Gorz a Konrad Sigmund Hänlein – zástupci pruského krále a kurfiřta Bedřicha Viléma III.
- Philipp Christian, svobodný pán von Normann – zástupce württemberského vévody Fridricha II.
- Philipp Maximilian von Günterode a Georg Wilhelm von Startloff – zástupce hesensko-kasselského lankraběte Viléma IX.[1]

|               | Ztráty   | Ztráty  | Zisky    | Zisky   |
| km²           | Obyvatel | km²     | Obyvatel |         |
| ------------- | -------- | ------- | -------- | ------- |
| Prusko        | 2.000    | 140.000 | 12.000   | 600.000 |
| Bavorsko      | 10.000   | 600.000 | 14.000   | 850.000 |
| Bádensko      | 450      | 30.000  | 2.000    | 240.000 |
| Württembersko | 400      | 30.000  | 1.500    | 120.000 |

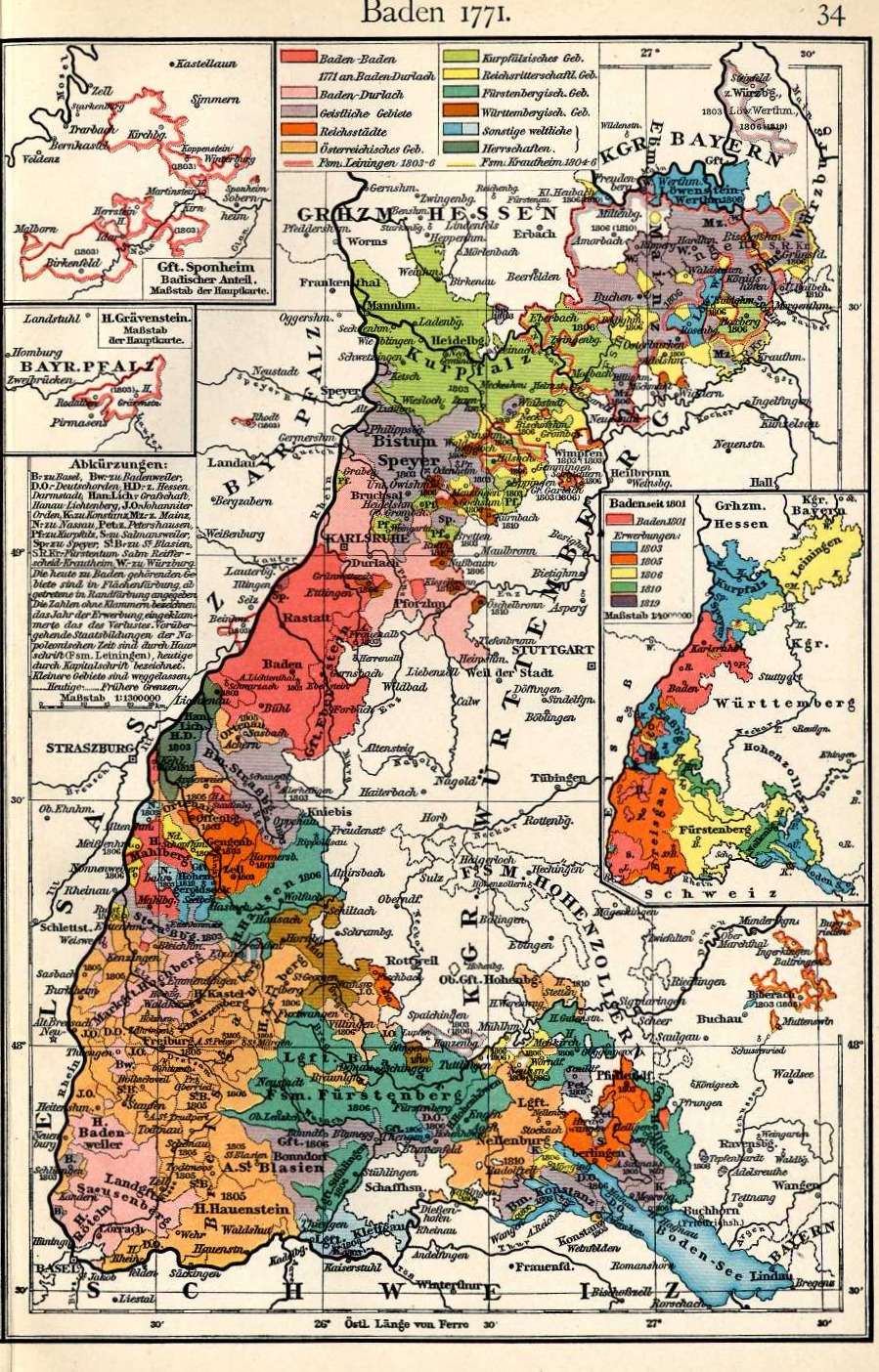
Územní vývoj Bádenska od r. 1771 do r. 1815. Lze sledovat zisky k r. 1803

Rozsáhlé změny se také týkaly nové organizace říšského sněmu. Protože v říši platil již od r. 1582 tzv. teritoriální princip hlasů, tedy hlas na sněmu byl vázán na určité území, nezanikly hlasy duchovních knížat a stavů ani hlasy, nýbrž byly převedeny na nové zeměpány. Změny se dotkly i kurfiřtského kolegia, kde katolíci ztratili svou dosavadní, nepřetržitě drženou většinu. Zánik dvou duchovních kurfiřtství byl vyvážen povýšením Bádenska, Württemberska, Hesensko-Kasselska a sekularizovaného Salcburska na nová kurfiřtství.

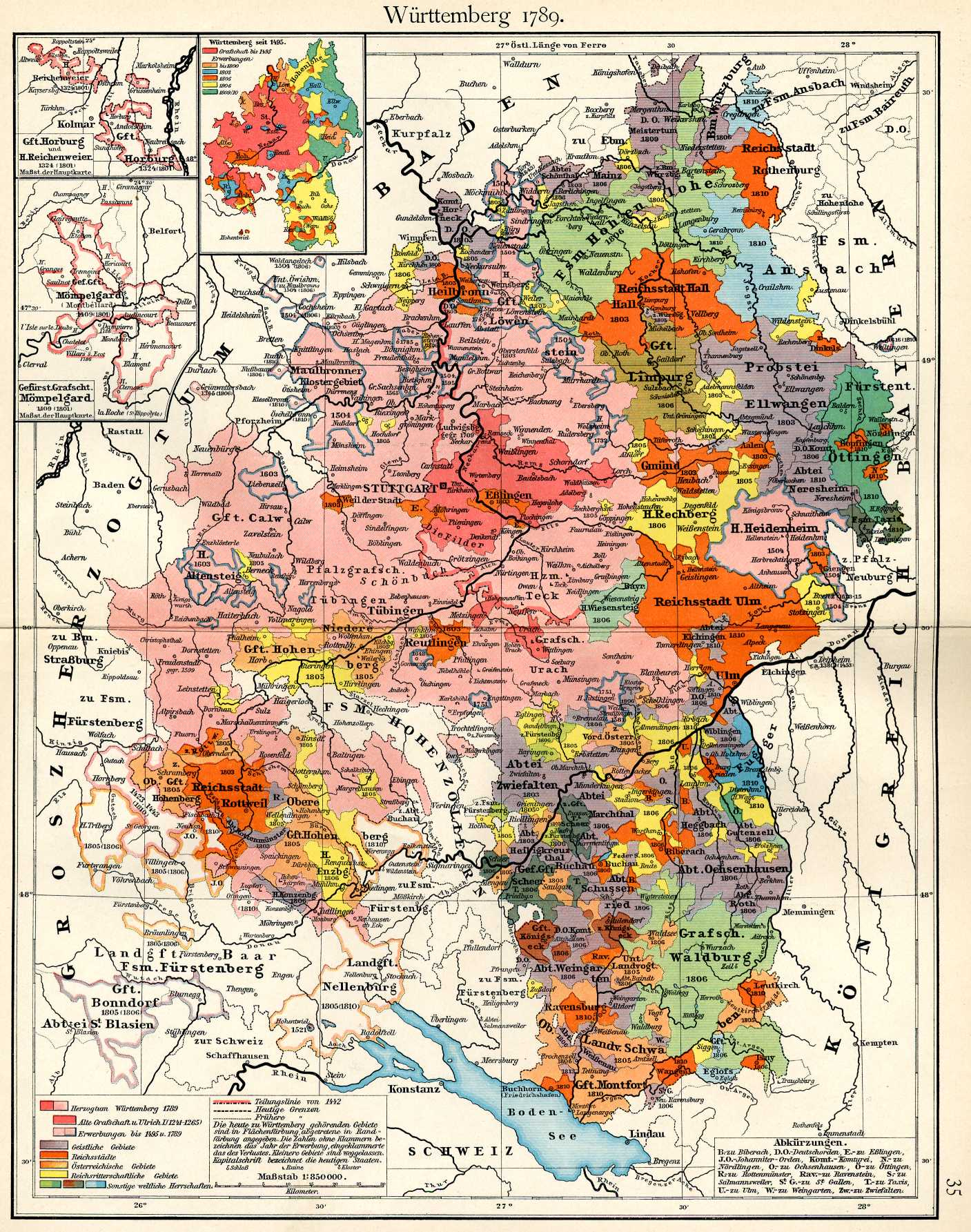
Územní vývoj Württemberska v l. 1789 - 1815. Na mapě lze pozorovat zisky k r. 1803

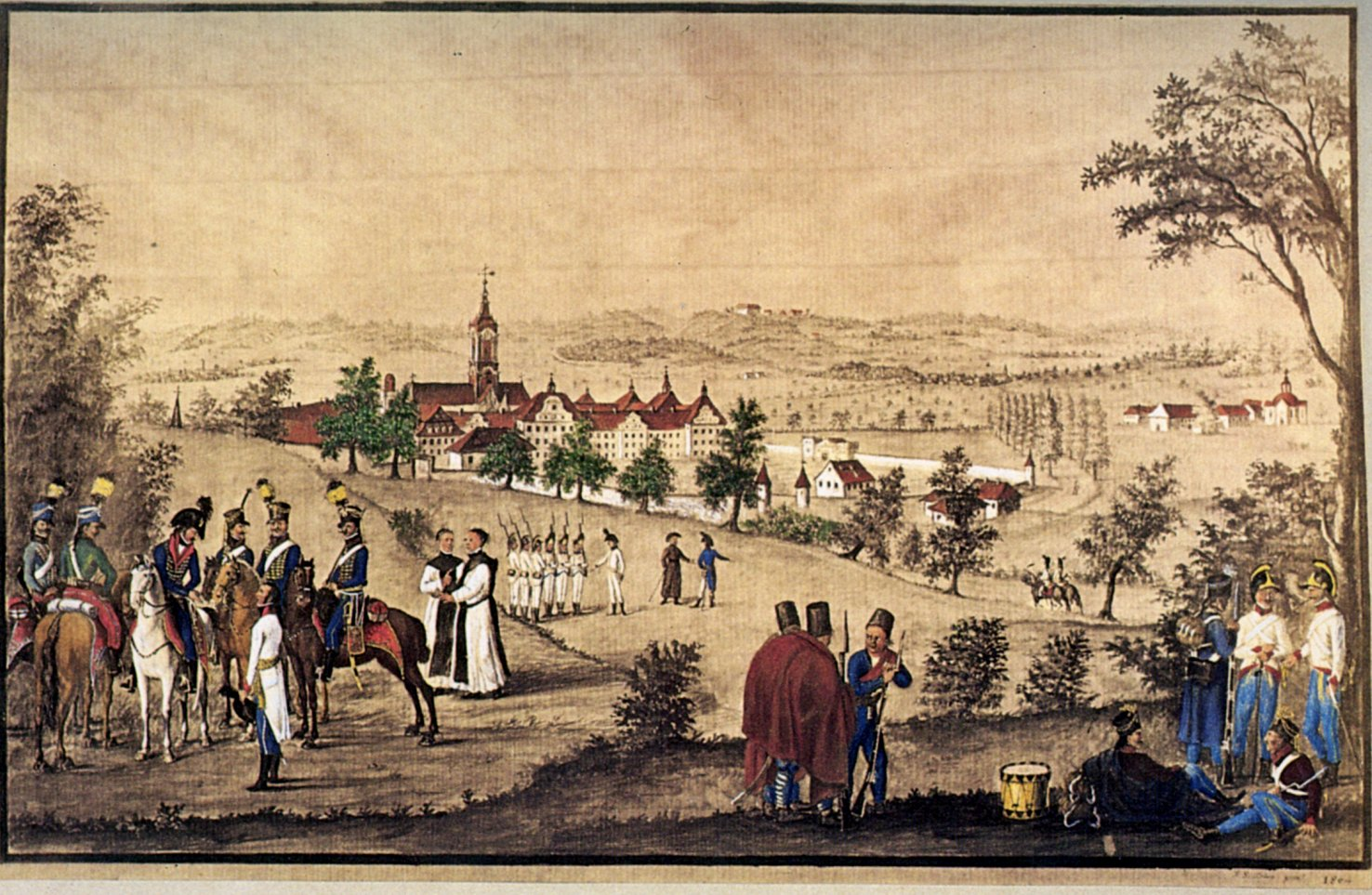
Násilná sekularizace: rakouští vojáci dohlíží na vyklizení říšského opatství Salem/Salmannsweiler, které se záhy stane vedlejší rezidencí bádenské velkovévodské rodiny (Johann Sebastian Dirr, 1804, restaurována barevnost)

Z 51 říšských měst zůstalo nezávislých pouze šest: Hamburk, Brémy, Lübeck, Norimberk, Augsburg a Frankfurt. Z duchovních knížat přežilo pouze Mohučské kurfiřtství, byť se značně proměněným územím a dále na zásah císaře také řádové knížectví Řádu německých rytířů (velmistr byl pravidelně vybírán z habsburského rodu) a na přímluvu ruského cara ještě okněžněné velkopřevorství Řádu maltézských rytířů (car byl formálně velmistrem řádu).

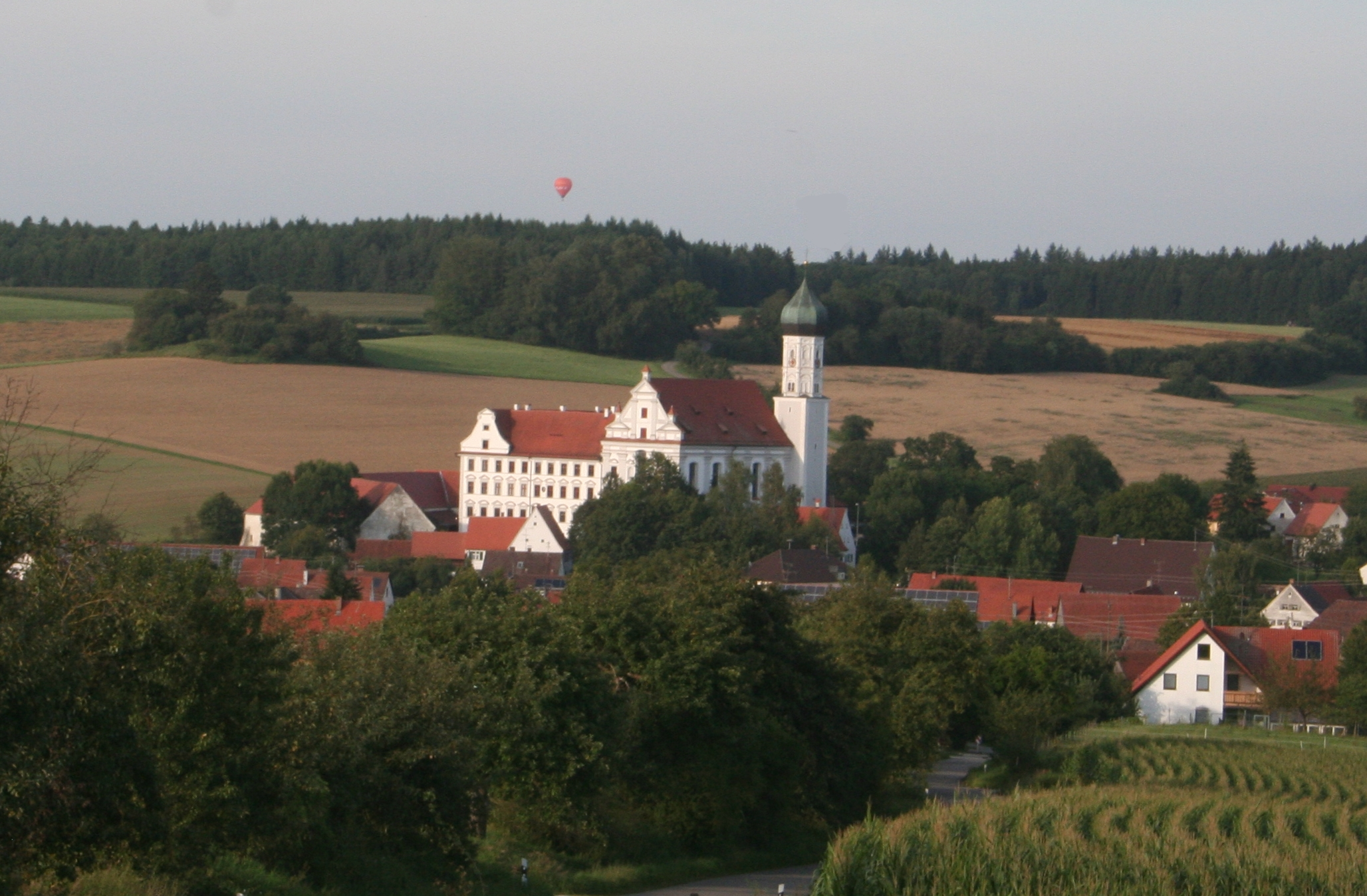
Příklad nového využití sekularizovaných říšských klášterů: Klášter Edelstetten, od r. 1803 švábská rezidence knížete de Ligne a knížat Esterházyů

## Přehled států a panovníků s jejich zisky na základě usnesení z r. 1803
Tento seznam byl sestaven na základě přehledu publikovaném v práci právního historika Carla Wilhelma von Lancizolle, publikované roku 1830. Lancizolleho omyly jsou opraveny a doplněny. Místní názvy jsou uvedeny v Lancizollem uváděné podobě, která odpovídá dobovému úzu roku 1803. Elektronické odkazy (funkční i nefunkční) jsou v podobě současné. Kurzívou jsou označeni ti ze suverénů, těžících z usnesení říšské deputace, kteří následkem míru v Lunéville přišli o všechna svá suverénní území.
- vévoda z Arenbergu
  - pevnostní okrsek (též zvaný hrabství) Recklinghausen (nově knížectví) z majetku kurfiřta kolínského
  - okres Meppen (nově vévodství) z majetku biskupa münsterského
- hrabě Aspremont-Linden
  -  říšský ženský klášter Baindt
  - vesnice Baindt z majetku Habsburské monarchie (v Předních Rakousích) (nově spolu s klášterem říšské hrabství)
  - renta 800 zl. vázaná na knížectví Ochsenhausen (kníže Metternich)
- říšské město Augsburg
  - všechny církevní majetky ve zdech města a na jeho pozemcích, zejm. majetky biskupství Augsburg, nikoli však klášter St. Afra a St. Ulrich
- kurfiřtství Bádenské
  -  zbytek knížecího biskupství Basilej (vše, co nepadlo za oběť míru v Lunéville, konkrétně exklávy Schliengen a Istein)
  -  knížecí biskupství Štrasburk
  - opatství Ettenheimmünster (autonomní část Štrasburského biskupství) - nově obě části jako  Knížectví Ettenheim
  -  knížecí biskupství Kostnice
  -  nesuverénní opatství Reichenau z majetku Kostnického biskupství (včetně územní svrchovanosti)
  - proboštství Deningen
  - okresy Ladenburg, Bretten a Heidelberg z území bývalého Falckého kurfiřtství
  - okresy Lichtenau a Wildstadt z bývalého  hrabství Hanavsko-lichtenberského (v majetku kurfiřta hesensko-kasselského)
  - panství Lahr z knížectví Nasavsko-usingenského
  -  říšské proboštství Odenheim
  - říšská města  Biberach,  Gengenbach,  Offenburg,  Pfullendorf,  Überlingen,  Wimpfen a  Zell am Harmersbach
  - Selská republika (tzv. "Říšské údolí") Harmersbach
  - veškerá suverénní i závislá území jižně od řeky Neckar
  - majetek nově zrušených klášterů Frauenalb, Lichtenthal a Schwarzach, ležících na bádenském území již před r. 1803.
- kurfiřtství Hannoverské 
  -  knížecí biskupství Osnabrück
- knížectví Brunšvicko-wolffenbüttelské
  -  klášter Gandersheim
  -  prelatura v Helmstädtu
- říšské město Brémy 
  - městečko Vegesack s přístavem na Weseře z majetku Hannoverska
  - hannoverské vesnice Hastede, Schwarzhausen a Vahr
  - oblast mezi řekami Weserou, Wümme a Lesumou s hemmlingenským mlýnem, dříve podléhající Hannoversku
  - oldenburská víska Grolland
- kníže Bretzenheim
  - okněžněné opatství Lindau
  -  říšské město Lindau (obojí sloučeno v nové říšské knížectví Lindau)
- vévoda z Croÿ (nevlastnil dosud žádné suverénní území)
  -  okres Dülmen (nově hrabství) z majetku knížecího biskupství v Münsteru
- Řád německých rytířů 
  - majetek nesuverénních klášterů, a to všechny kláštery v augsburské a kostnické diecézi s výjimkou klášterů v Breisgau, dále některé kláštery v rakouském Vorarlbersku a v tzv. Předních Rakousích
- dědicové svobodného pána von Dietrich
  - renta 31 200 zl. placená Württemberskem
- kníže Ditrichštejn
  - říšské panství Neu-Ravensburg z bývalého majetku suverénního švýcarského kláštera St. Gallen
- svobodné město Frankfurt
  - veškeré církevní instituce a jejich majetek na území svrchovanosti města (včetně městských pozemků za hradbami)
- hrabě von Goltstein
  - renta 1700 zl. od hraběte Osteina vázaná na Buxheimu
  - renta 150 zl. od hraběte Šternberk-Manderscheida vázaná na Schussenriedu
- hrabě von Hallberg
  - renta 6880 zl. od hraběte Šternberk-Manderscheida vázaná na Schussenriedu
  - renta 500 zl. od hraběte Schaesberga vázaná na Tannheimu.
- svobodné říšské město Hamburk
  - veškerý majetek kurfiřtství Hannoverského a chrámové kapituly v Brémách v obvodu města i na městských pozemcích
- kurfiřtství Hesensko-kasselské
  - okresy  Amöneburg,  Fritzlar,  Naumburg a  Neustadt z majetku Mohučského kurfiřtství, doposud roztroušené enklávy v rámci Hesenska-Kasselska (sloučeno v nové  Knížectví Fritzlar)
  -  svobodné město Gelnhausen (od r. 1349 trvale římsko-německými panovníky zastavováno různým zeměpánům, od r. 1749 celé v zástavním držení Hesensko-Kasselska)
  -  svobodná říšská ves Holzhausen
  -  hradské léno Boyneburgk, dosud v lenním vztahu k Hesensko-Kasselsku.
- lankrabství Hesensko-darmstadtské
  - okresy Gernsheim, Bensheim, Heppenheim, Lorsch, Fürth, Steinhem, Alzenau, Vilbel, Rottenburg, Haßloch, Aßheim a Hirschhorn z majetku Mohučského kurfiřtství
  - mohučské enklávy na darmstadském území jižně od Mohanu, konkrétně statky Münchhof, Gundorf a Klarenberg
  - mohučské nesuverénní kláštery Seligenstadt a Marienschloss u Rockenburgu
  - okresy Lindenfels, Umstadt a Oßberg spolu s rýnskými pravobřežními zbytky okresů Alzei a Oppenheim z majetku Falckého kurfiřtství
  - pravobřežní rýnský zbytek knížecího biskupství Worms
  -  říšské město Friedberg (spolu s doposud drženými oblastmi jižně od Mohanu a kolem Darmstadtu sloučeno v nové  Knížectví Starkenburg)
  -  vévodství Vestfálsko z majetku Kolínského kurfiřtství
  - rytířská akademie St. Peter ve Wimpfenu (předána po ročním držení knížetem z Leiningenu)
  - majetek nesuverénních klášterů jižně od Mohanu postoupený knížetem nasavsko-usingenským, s výjimkou vesnic Bürgel a Schwanheim
- lankrabství Hesensko-rotenburské
  - renta 22 500 zl. od Hesensko-Kasselska.
- hraběnka von Hillesheim
  - renta 5 400 zl. od Württemberska
- knížectví Hohenlohe-Waldenburg-Bartenstein
  - okresy Haltenbergstetten, Lautenbach, Jagsberg a Braunsbach z majetku knížecího biskupství Würzburg
  - würzburská cla na hohenloheovském území
  - würzburský podíl na vesnici Neukirchen
  - podíl na vsi Münster a východní část kraje kolem Karlsbergu od knížete Hohenlohe-Neuenstein-Langenburg
  - renta 300 zl.od Württemberska visící na rýnském cle u Boppardu vybíraném Württemberskem a knížectvím Hohenlohe-Waldenburg-Schlingfürst.
- knížectví Hohenlohe-Neuenstein-Ingelfingen
  - vesnice Nagelberg v okrese Krautheim z majetku Mohučského kurfiřtství.
- knížectví Hohenlohe-Neuenstein-Langenburg
  - exkláva Künzelsau na řece Kocher (dosud nedíl držený společně knížectvím Hohenlohe-Waldenburg-Bartenstein, Mohučí, opatstvím Comburg a biskupstvím Würzburg)
  - würzburská ves Amrichshausen.
- knížectví Hohenlohe-Waldenburg-Schilingfürst
  - renta 300 zl. od Würtemberska
- knížectví Hohenzollern-Hechingen
  - panství Hirschlatt (suverénní) z majetku nesuverénního kláštera Kreuzlingen
  - majetek kláštera Maria-Gnadenthal ve vsi Stetten, kanonie St. Jakob v Hechingenu a kláštera v Rangendingenu již dříve pod svrchovaností knížectví.
- knížectví Hohenzollern-Sigmaringen
  - panství Glatt včetně panství Dettensee z majetku švýcarského okněžněného kláštera Muri
  - kanonie Beuron dosud jako volná součást Předních Rakous
  - klášter Inzikhofen (již dříve pod svrchovaností knížectví, ovšem s rozsáhlou autonomií)
- Řád Johanitů (Maltézských rytířů) 
  -  suverénní hrabství Bonndorf v majetku okněžněného opatství St. Blasien (dosud pod habsburskou svrchovaností)
  - nesuverénní benediktinská opatství St. Peter ve Schwarzwaldu, Schuttern, Thennenbach a St. Trudpert ve vévodství Breisgau (bez práva na územní svrchovanost)
- knížectví Isenburg-Birstein
  - vesnie Gandersheim a Bürgel z majetku Mohučského kurfiřtství
  - vinice na vrchu St. Jakobsberg v bývalé mohučské kurfiřtské části za reformace zrušeného kláštera Hersfeld
  - renta 23 000 zl. z Rýnského oktroje (spec. odškodňovacího fondu, vzniklého sekularizací klášterů a donacemi větších vladařů)
- kurfiřt-arcikancléř (dosud kurfiřt-arcibiskup mohučský)
  - z původního území Mohučska mu zbyly: kraj Aschaffenburg, okresy Aussenau, Klingenbeg, Lohr a Orb (sloučeno do nového  Aschaffenburského knížectví)
  - okres Aurach z majetku knížecího biskupství Würzburg (včleněno do nového Aschaffenburského knížectví)
  -  knížecí biskupství Řezno (nově arcibiskupství, hodnost přenesena ze zrušeného arcibiskupství v Mohuči)
  - říšská okněžněná opatství  St. Emmeram,  Niedermünster a  Obermünster na území města Řezna
  - říšské opatství Prüfening v Řezně
  -  svobodné říšské město Wetzlar (nově jako hrabství)
  - Compostella ve Frankfurtu
  - všechen majetek a příjmy mohučské katedrální kapituly, s výjimkou toho, který byl převeden na Hesensko-Kasselsko, Hesensko-Darmstadtsko, knížete a hrabata Leiningen, Nasavsko-Usingensko a Prusko
  - renta 350 000 zl. z Rýnského oktroje
- kníže Leiningen-Hartenburg-Dachsburg
  - okresy Miltenberg, Buchheim, Seligenthal, Amorbach a Bischofsheim spolu s  nesuverénním opatstvím Amorbach z území Mohučska
  - okresy Borberg a Masbach v bývalé Kurfiřtské Falci
  - okresy Grünsfeld, Lauda, Hartheim a Kippberg spolu s převorstvím Gerlachsheim z majetku Würzburska (ze všech těchto zisků vytvořeno nové Knížectví Leiningen)
- hrabě Leiningen-Guntersblum
  -  mohučský kraj Billigheim (nově panství)
  - renta 3000 zl. z Rýnského oktroje
- hrabě Leiningen-Heidesheim
  -  mohučský kraj Neudenau (nově panství)
  - renta 3000 zl. z Rýnského oktroje
- statky hrabat Leiningen-Westerburg (starší linie)
  - nesuverénní klášter Ilbenstad na území "svobodného soudu" (šlechtické republiky) Kaichen v lenním závazku k říšskému volenému purkrabství Friedberg
  - renta 3000 zl. z Rýnského oktroje
- statky hrabat Leiningen-Westerburg (mladší linie)
  - nesuverénní klášter Engelthal na území "svobodného soudu" (stavovské republiky) Kaichen v lenním závazku k říšskému volenému purkrabství Friedberg
  - renta 6000 zl. z Rýnského oktroje
- kníže de Ligne
  -  říšské opatství Edelstetten (nově hrabství)
- hrabě Limburg-Bronckhorst-Styrum
  - renta 12 000 zl. od Württemberska
- hraběnka von Löwenhaupt
  - renta 11 300 zl. od Württemberska
- statky knížete Löwenstein-Wertheim-Rochefort
  - dříve mohučské vsi Würth a Treenfurt
  - würzburské okresy Rothenfels a Homburg
  - würzburská nesuverénní venkovská opatství Bronnbach, Neustadt a Holzkirchen (v případě Holzkirchenu pouze svrchovanost, majetek kláštera přešel oranžsko-nasavskému knížeti)
  - würzburské državy Widdern a Thalheim
  - všechny dosavadní práva a příjmy Würzburgu v hrabství Wertheim
  - renta 12 000 zl. z Rýnského oktroje (ze starých i nových držav vzniklo Knížectví Löwenstein-Wertheim-Rosenberg)
- statky hraběte Löwenstein-Wertheim-Virneburg 
  - würzburský okres Freudenberg
  - nesuverénní kartouza Grünau
  - nesuverénní klášter Triesenstein
  - vsi Montfeld, Rauenberg, Treenfeld a Wessenthal (ze starých i nových držav Hrabství Löwenstein-Wertheim-Freudenberg)
- vévoda Looz-Corswarem (nevlastnil dosud žádné suverénní území)
  - okresy Bevergen a Wolbeck v knížecím biskupství Münster s výjimkou těch jejich částí, které připadly Prusku (z těchto částí okresů nově utvořeno Knížectví Rheina-Wolbeck)
- říšské město Lübeck
  - veškeré statky, práva a příjmy lübecké katedrální kapituly a biskupství v hradbách a na pozemcích města (v prostoru mezi řekou Trávou, Baltem a Hemmelsdorfským jezerem)
  - definitivní zřeknutí se nároků na lübecký poloostrov Priwall naproti Travemünde ze strany Mecklenbursko-Schwerinska
- vévodství Mecklenburk-Schwerin 
  - suverénní práva a majetek nesuverénního lübeckého špitálu Sv. Ducha v mecklenburských vesnicích Warneckenhagen, Altenbuchen a Crumbrook a ve vsích na ostrově Poel (svrchovanost špitálních statků náležela do roku 1803 městu Lübeck)
  - renta 10 000 zl. z Rýnského oktroje
- hrabě Metternich-Winneburg
  -  okněžněné opatství Ochsenhausen s výjimkou okresu Thannheim, z něj zřízeno světské knížectví Ochsenhausen
  - dědičný knížecí titul pro hlavu rodu.
- vévoda z Modeny 
  - předorakouské lankrabství Breisgau a panství Ortenau jako nové  říšské vévodství Breisgau-Ortenau, fakticky jej měl v držení již od r. 1801
- knížectví knížete Oranžsko-nasavského (zároveň knížete z Nasavska-Hadamaru a Nasavska-Dillenburgu)
  -  knížecí biskupství Fulda (sloučeno v nové  knížectví Nasavsko-oranžsko-fuldské)
  -  knížecí biskupství Corvey (sloučeno v nové knížectví Nasavsko-oranžsko-fuldské)
  -  říšské opatství Weingarten spolu s majetky na jeho pozemcích ležících nesuverénních proboštství Hofen a St. Gerold a spolu s  vorarlberským klášterním panstvím Blumenegg (Weingarten nově hrabstvím a zároveň součástí Nasavsko-Oranžsko-Fuldska)
  - proboštství St. Gerold ve Vorarlbersku, původně v držení říšského opatství Einsiedeln[3]
  - vinařství Johannisberg, původně exkláva Fuldského knížecího biskupství (sloučeno v nové knížectví Nasavsko-oranžsko-fuldské)
  - svrchovanost nad rytířským panstvím Gersfeld hraběte von Frohberg pod dosavadní volnou svrchovaností Fuldského knížecího biskupství (sloučeno v nové knížectví Nasavsko-oranžsko-fuldské)
  - svrchovanost nad rytířským panstvím Wayhers pod dosavadní volnou svrchovaností Fuldského knížecího biskupství (sloučeno v nové knížectví Nasavsko-oranžsko-fuldské)
  - majetek nesuverénní farnosti v Bendern v Lichtenštejnsku (majetek kláštera sv. Lucia v Churu, sekularizovaného r. 1802)[4]
  - majetek nesuverénního proboštství St. Johann ve Feldkirchu na rakouském území z majetku říšského opatství Weingarten[3]
  - majetek nesuverénního opatství Dietkirchen v hrabství Dietz (dosud pod svrchovaností knížete)
- knížectví Nasavsko-usingenské 
  - okresy Königstein, Höchst, Kronenberg, Rüdesheim, Oberlahnstein, Eltwill, Haarheim a Cassel z majetku Mohučského kurfiřtství
  - majetek mohučské katedrální kapituly na pravém břehu Mohanu, jižně od Frankfurtu
  - mohučská ves Schwarzheim
  - opatství Limburg, Rammersdorf a Sayn v bývalém kurfiřtství Trevírském
  - exklávy Kolínského kurfiřtství  Unkel,  Deutz a Königswinter
  - okres (prefektura) Kaub v bývalém Falckém kurfiřtství
  - hesensko-darmstadtské  hrabství Katzenelbogen a  panství Eppstein spolu s okresy Braubach, Embs a Kleeberg a vsí Weiperfelden
  -  hrabství Sayn-Altenkirchen a ves Okriftel, původně v majetku knížete z Isenburgu
  - svobodné říšské vesnice Soden a Sulzbach
  - majetek kláštera Bleidenstadt (svrchovanost mělo knížectví již dříve) a všechny kláštery a kapituly v knížectví s jejich příjmy)
- knížectví Nasavsko-weilburské 
  -  zbytek Kurfiřtství trevírského (s výjimkou tří klášterů předaných Nasavsko-usingensku a vinařství Wilmar předaného knížeti Wied-Runkel), tedy části okresů Ehrenbreitensteiein, Bergpflege a Boppard
  -  většina hrabství Nieder-Isenburg, tj. okresy Hammerstein, Walmich, Montabaur a Limburg
  - trevírský podíl na územích spravovaných společně z knížetem z Nasavska-Dietzu, tedy na okresech Kamberg, Wehrheim a Münzfelden
  - říšské opatství Arnstein
  - svrchovanost nad rytířským panstvím Tann vlastněným společně svobodným pánem a dvěma rytíři von und zu der Thann pod dosavadní volnou svrchovaností Fuldského knížecího biskupství
  - majetek nesuverénního opatství Marienstadt v Sayn-Hachenbursku
  - majetek sekularizovaného kláštera Schönau na původním nasavsko-weilburském území
- hrabě Nesselrode
  - renta 260 zl. od hraběte Šternberk-Manderscheid vázaná na Schussenriedu
- Habsburská monarchie (arcivévodství Rakouské) 
  -  knížecí biskupství Trident
  -  knížecí biskupství Brixen
- knížectví Oettingen-Wallerstein (jako dědic po hraběti Oettingen-Baldern)
  - majetek kláštera Heilig kreuz na území říšského města Donauwörth
  - majetek kapituly sv. Magnuse ve městě Füssen v biskupství Augsburg
  - Majetek klášterů Deggingen, Maihing a Kirchheim pod dosavadní svrchovaností knížectví
- knížectví Lübeck-Eutin a vévodství Oldenburg
  - okres (prefektura) Wildeshausen z majetku hannoverského kurfiřta
  - okresy Vechta a  Cloppenburg z bývalého knížecího biskupství Münster
  -  majetek sekularizovaného biskupství Lübeck
- hrabě Ostein-Myllendonck
  -  říšská kartouza Buxheim (nově panství) s výjimkou vsi Pleß
- kurfiřtství Bavorské 
  -  knížecí biskupství Bamberg
  - většina knížecího biskupství Würzburg
  -  knížecí biskupství Freising
  -  menší část knížecího biskupství Pasov (sídelní město Pasov a biskupské hrabství Neuburg na levém břehu Innu)
  -  Okněžněné opatství Kempten
  - Okres Mühldorf z majetku salcburského arcibiskupství
  -  rozptýlené majetky majetky knížecího biskupství Eichstätt v prostoru markrabství Ansbach a Bayreuth
  -  říšská opatství Elchingen,  Irsee,  Kaisersheim,  Ottobeuren,  Roggenburg, Söfflingen,  St. Ulrich a Afra v Augsburgu,  Ursberg a  Wettenhausen
  -  říšské opatství Eberach (ve Würzbursku)
  - bezprostřední duchovní instituce na území města Bamberku, jejichž říšská bezprostřednost se vztahovala jen na osoby a budovy těchto institucí. Šlo o:
    - katedrální kapitula bamberské biskupské katedrály
    - probošt bamberské katedrály
    - klášter Svaté Kláry v Bamberku

  - svobodná říšská města  Bopfingen,  Buchhorn (dnešní Friedrichshafen), Dünkelsbühl,  Kaufbeuren,  Kempten,  Leutkirch,  Memmingen,  Nördlingen,  Ravensburg,  Rotenburg ob der Tauber,  Schweinfurt,  Ulm,  Wangen,  Weißenburg,  Windsheim
  - svobodné říšské vesnice  Gochsheim a  Sennfeld a svobodné usedlosti na Leutkirchském vřesovišti.
  - majetek nesuverénních opatství  Waldsassen (okněžněné, v bavorské Horní Falci) a St. Michael zu den Wengen (na pozemcích říšského města Ulm)
- hrabě Plettenberg-Wittem 
  - vesnice Mietingen a Sulmingen z majetku říšského opatství Heggbach
  - desetina vsi Waldringen a 500 korců lesa u Mietingenu z majetku říšského opatství Heggbach (to vše nově Hrabství Mietingen-Sulmingen)
  - renta 6000 zl. od hraběte Osteina vázaná na Buxheimu.
- království Pruské 
  -  země Mohučského kurfiřtství v Durynsku ( město Erfurt (nově knížectví),  mohučská část hrabství Untergleichen,  knížectví Eichsfeld)
  -  mohučský podíl na nedílovém panství Treffurtu
  - lenní práva Mohuče v Durynsku
  -  knížecí biskupství Hildesheim
  -  knížecí biskupství Paderborn
  -  část knížecího biskupství Münster (východní část tzv. Horního knížectví (Oberstift) od pravého břehu řeky Ems až k soutoku s Hopferau, konkrétně okresy Saffenberg, Stronberg, Werne, část okresů (prefektur)  Horstmar,  Dülmen, Beverbeck a Wollbeck)
  - říšská okněžněná opatství  Essen,  Herford,  Quedlinburg,  Werden a  Elten
  -  proboštství Kappenberg na území bývalého Münsterského knížecího biskupství
  - říšská města  Goslar,  Mühlhausen a  Nordhausen
- hrabě Quadt-Wykrath
  -  říšské opatství Isny
  -  říšské město Isny (nově hrabství Isny)
  - renta 11 000 zl. od hraběte Metternicha vázaná na Ochsenhausenu.
- starohrabě Salm-Reifferscheid-Bedbur 
  -  mohučský okres Krautheim (v lednu 1804 povýšen na říšské knížectví Krautheim)
  - knížecí titul dědičně pro hlavu rodu (od ledna 1804)
  - renta 32 000 od knížete Leiningena, vázaná na Amorbachu.
- kníže Salm-Reifferscheid-Raitz (nevlastnil dosud žádné suverénní říšské území)
  - renta 12 000 od Württemberska.
- starohrabě Salm-Reifferscheid-Dyck 
  - renta 12 000 zl. od města Frankfurt.
- kníže Salm-Kyrburg 
  - třetina okresů Ahaus a Bocholt a šlechtického statku Werth v knížecím biskupství Münster (tyto državy se staly součástí společného rodového  Knížectví Salm s rodem Salm-Salm)
- kníže Salm-Salm na panství Anholt 
  - dvě třetiny okresů Ahaus a Bocholt a šlechtického statku Werth v knížecím biskupství Münster (tyto državy se staly součástí společného rodového  Knížectví Salm s rodem Salm-Kyrburg).
- velkovévoda Toskánský 
  -  většina knížecího arcibiskupství Salcburk (nově vévodství Salcburk s kurfiřtskou hodností)
  -  většina knížecího biskupství Eichstätt
  -  část knížecího biskupství Pasov (oblasti hraničící podél Innu s Rakouskem)
  -  okněžněné proboštství Berchtesgaden
  -  nesuverénní majetky biskupství Freising v Rakousku
  - nesuverénní majetky Bavorska v Čechách (např. Zákupy, Ploskovice, Buštěhrad)
  - příslib další kompenzace ze strany Bavorska
- hrabě Schall von Bell 
  - renta 12 000 zl. od Württemberska
- šlechtic von Seubert 
  - renta 3300 zl. od Württemberska
- hrabě Schaesberg 
  - prefektura Tannheim z majetku bývalého okněžněného opatství Ochsenhausen s výjimkou vsi Pleß
- hrabě Sickingen 
  - renta 6610 zl. od hraběte Šternberk-Manderscheida vázaná na Schussenriedu
  - vesnice Pleß z majetku kartouzy Buxheim pod svrchovaností hraběte Wartenberg-Roth
- hrabě Sinzendorf 
  - ves Winterrieden z majetku okněžněného opatství Ochsenhausen (povýšena na "říšské purkrabství Winterrieden")
  - renta 1500 zl. od hraběte Schaesberga
- hrabě Stadion na Thannhausenu 
  - renta 2400 zl. od města Frankfurt
- hrabě Stadion na Warthausenu 
  - renta 3600 zl. od města Frankfurt
- hrabě Šternberk-Manderscheid 
  -  říšská opatství Schussenried a  Weissenau (nově hrabství Schussenried)
- kníže Stolberg-Gedern a hrabě Stolberg-Wernigerode 
  - renta 30 000 zl. z Rýnského oktroje
- knížectví Thurn-Taxis 
  - říšská opatství  Buchau,  Marchtal a  Neresheim
  - okres Ostrach, panství Weilen, Tiefenthal, Schemmelberg, Frankenhofen a Stetten z majetku  říšského opatství Salmannsweiler/Salem
  -  říšské město Buchau.
- hrabě Toerring-Jettenbach-Gronsveld 
  -  říšské opatství Guttenzell (nově hrabství)
- hrabě Waldbot-Bassenheim 
  -  říšské opatství Heggbach (nově hrabství) s výjimkou pozemků předaných hraběti Plettenbergovi
  - renta 1300 zl. od hraběte Osteina vázaná na Buxheimu
- hrabě Wartenberg 
  -  říšské opatství Roth (nově hrabství)
  - suverenita nad vesnicí Pleß, dědičným říšským lénem hraběte Sickingena
  - renta 8150 zl. od knížete Metternicha
- hrabství knížete Wied-Runkel
  - okresy Neuerburg a  Altenwied z majetku Kurfiřtství kolínského
  - vinařství Wilmar z majetku Kurfiřtství trevírského.
- "Porýnský a pustinný hrabě" Salm-Grumbach na Limpurg-Gaildorfu
  -  naprostá většina okresu Horstmar (nově hrabství) z majetku Knížecího biskupství Münster
- kurfiřtství Württenberg
  -  okněžněné proboštství Ellwangen
  - říšská opatství  Rottenmünster (na území města Rottweil),  Zwiefalten, Heiligkreuzthal a  Schönthal (jeho říšská bezprostřednost od roku 1495 stále zpochybňována Mohučským kurfiřtstvím)
  - klášter Oberstenfeld, do roku 1803 suverén v rámci říšského rytířstva
  - polovina vesnice Düren-Metstetten z majetku  švýcarského kláštera Muri
  - říšská města  Aalen,  Gemünd,  Giengen,  Hall,  Heilbronn,  Eßlingen,  Reutlingen,  Rothweil a  Weil
  - majetek kláštera Comburg pod dosavadní svrchovaností Württemberského vévodství
  - majetek nesuverénního kláštera Margarethenhausen na území rytířského panství Stauffenberg

## Důsledky v diecézní organizaci

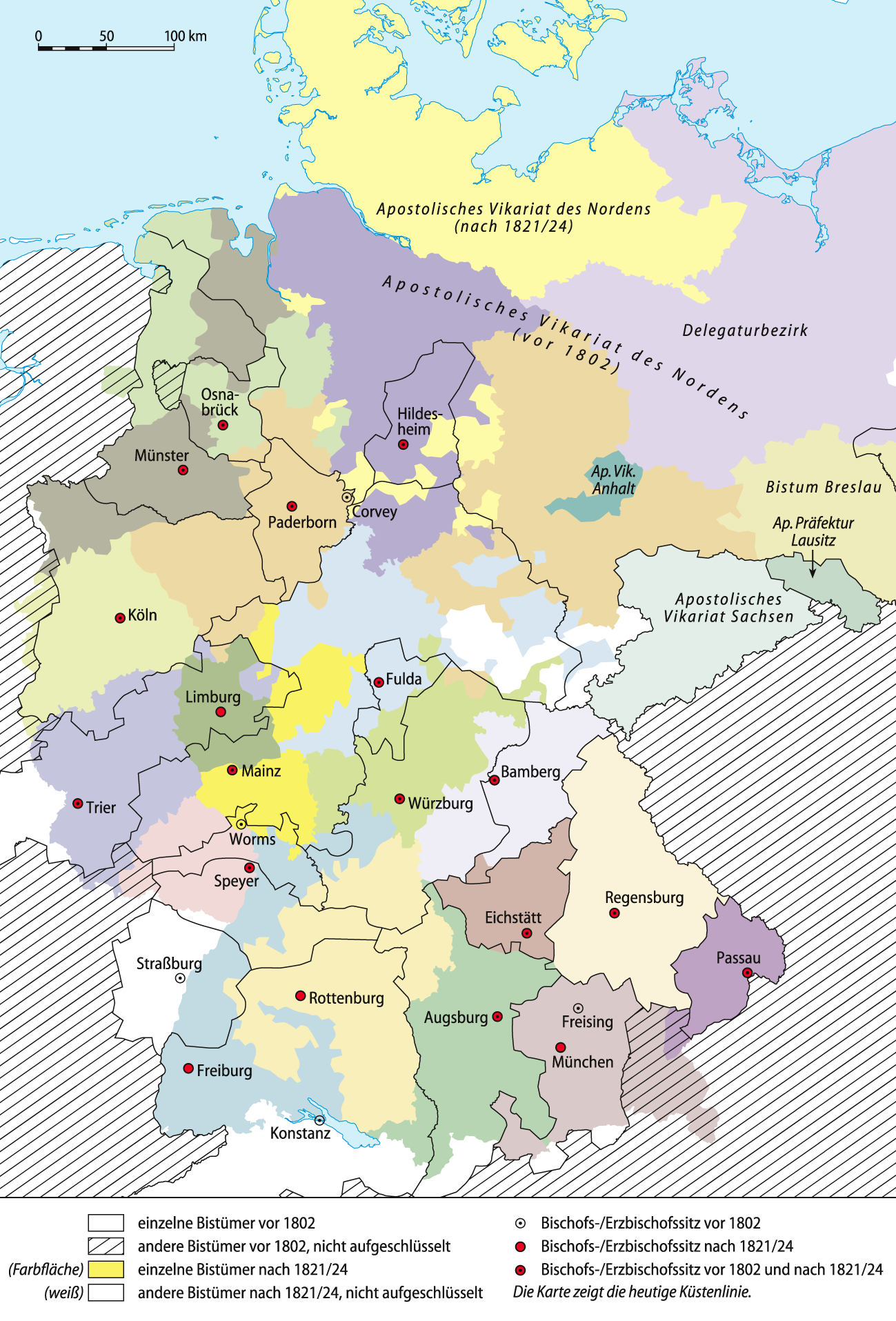
Hranice původních diecézí (čarami) a nových (barevnými plochami)

Likvidace knížecích biskupství i řady diecézí prakticky rozvrátila katolickou církev v Německu. Protože po napoleonských válkách již návrat k původním poměrům nebyl možný, bylo nutné církev stabilizovat na novém základě, který by přihlížel ke změně mocenských poměrů. V letech 1817-1824 vydal Svatý Stolec řadu bul a circumscripcií, které narovnaly vztahy papežství a jednotlivých nástupnických německých států. Hranice diecézí byly nově vytyčeny, ovšem vlastních knížectví se německým biskupům již nedostalo.